# Iolcos
Iolcos é uma cidade da mitologia grega, localizada na Tessália.

## Mitologia
Iolcos foi fundada por Creteu, marido de Tiro. Seu sucessor foi seu filho Pélias, quando este morre (graças a um truque de Medeia), o reino passa para seu filho Acasto.
O nome Tessália vem de Téssalo, filho de Jasão, filho de Esão, filho de Creteu, que sucedeu a Acasto como rei de Iolcos.